# 南瀬高駅
南瀬高駅（みなみせたかえき）は、福岡県みやま市瀬高町太神にある、九州旅客鉄道（JR九州）鹿児島本線の駅である。駅番号はJB23。

## 歴史

### 年表
- 1935年（昭和10年）3月23日：井手ノ上駅（いでのうええき）として鉄道省が開設[1]。
- 1942年（昭和17年）11月15日：南瀬高駅（みなみせたかえき）に改称[1]。
- 1961年（昭和36年）10月1日：貨物取扱廃止[2]。
- 1971年（昭和46年）2月20日：荷物扱い廃止[3]。無人駅化[4]。
- 1987年（昭和62年）4月1日：国鉄分割民営化によりJR九州が継承[2]。
- 2006年（平成18年）3月18日：近距離きっぷ自動券売機を設置。
- 2009年（平成21年）3月1日：ICカードSUGOCAの利用を開始[5]。

### 駅名の由来
開業当時の地名（山門郡瀬高町字井手ノ上）から「井手ノ上駅」と命名されたが、1942年（昭和17年）に隣駅の瀬高地区の中心駅だった「矢部川駅」が「瀬高町駅」に改称された後に、「南瀬高地区の中心駅」という意味合いで「南瀬高駅」に改称された。
「井手ノ上」は「井出ノ上」とも書き、「井戸から豊富に湧き出る湧水の上に築かれた集落」という意味で、この地が古くから水が豊富な水郷集落だったことを表した地名である。

## 駅構造
相対式ホーム2面2線を有する地上駅。互いのホームは跨線橋で連絡している。簡易駅舎を備える。
無人駅であるが社員が派遣され、特別改札を実施する事もある。また近距離きっぷの自動券売機が設置されている。SUGOCAの利用が可能であるが、カード販売とチャージ取扱は行わない。

### のりば
| のりば | 路線       | 方向 | 行先                   |
| ------ | ---------- | ---- | ---------------------- |
| 1      | 鹿児島本線 | 上り | 久留米・鳥栖・博多方面 |
| 2      | 鹿児島本線 | 下り | 大牟田・熊本・八代方面 |

## 利用状況
| 1日乗降人員推移 | 1日乗降人員推移 |
| 年度            | 1日平均人数     |
| --------------- | --------------- |
| 2018年          | 451             |

## 駅周辺
- 南瀬高郵便局
- 柳川警察署南瀬高駐在所
- みやま市立南小学校
- JAみなみ筑後南瀬高支所
- 県営町営下小川団地
- 国道209号
- 福岡県道714号高田柳川線

### バス路線
「JR南瀬高駅」停留所にて、みやま市コミュニティバスの路線が発着する。
- 高田・瀬高線（国道209号経由）：ヨコクラ病院前 / 新船小屋
- 瀬高・高田線（太神・岩田経由）：岩田小学校 / 市立図書館

## 隣の駅
九州旅客鉄道（JR九州）
 鹿児島本線
■快速
通過
■区間快速（一部列車のみ停車）・■普通
瀬高駅 (JB22) - 南瀬高駅 (JB23) - 渡瀬駅 (JB24)